# Just Dance 2: Extra Songs
Just Dance 2: Extra Songs (Just Dance: Summer Party i Nordamerika) är ett TV-spel till Wii utvecklad av Ubisoft. Den släpptes i Europa 17 juli 2011 och i Nordamerika 19 juli 2011.

## Spelupplägg
Som i Just Dance och Just Dance 2 kan upp till fyra spelare delta, man använder sin handkontroll för att följa efter dansaren i en låt man har valt, hur mycket poäng beror på spelarens skicklighet. Spelarlägena är som i föregångarna samma sak, "Classic", "Duets", "Simon Says", "Race", "4 Of a Kind" och "Just Sweat Mode". Spelets låtar kommer från nedladdningsbara tillägg och Best Buy-exklusiva utgåvor från Just Dance 2, utom  "It's Not Unusual", "Crazy Christmas", "Spice Up Your Life", "Come on Eileen" och "Should I Stay or Should I Go".

## Låtar
| Sång                                                      | Artist                                                       | Svårighetsgrad | Ansträngning | År   | Spelarläge | Dansare |
| --------------------------------------------------------- | ------------------------------------------------------------ | -------------- | ------------ | ---- | ---------- | ------- |
| "American Boy" (G)                                        | Estelle feat. Kanye West                                     | 2              | 1            | 2008 | Duet       | ♂/♀     |
| "Barbie Girl"*/(G)                                        | Aqua (Countdown Dee's Mix Explosion)                         | 1              | 3            | 1997 | Duet       | ♀/♂     |
| "Born to Be Wild"                                         | Steppenwolf                                                  | 1              | 2            | 1968 | Solo       | ♂       |
| "Chicken Payback"                                         | A Band of Bees                                               | 1              | 1            | 2004 | Solo       | ♂       |
| "Crying Blood"                                            | V V Brown                                                    | 2              | 2            | 2008 | Solo       | ♀       |
| "Down by the Riverside" (3DLC)/(G)                        | The Reverend Horatio Duncan and Amos Sweets                  | 2              | 1            | 1927 | Solo       | ♀       |
| "Firework" (G)                                            | Katy Perry                                                   | 1              | 2            | 2010 | Solo       | ♀       |
| "Funkytown"*/(BBE2)/(K)                                   | Lipps Inc. (Sweat Invaders)                                  | 1              | 1            | 1980 | Solo       | ♂       |
| "Futebol Crazy" (3DLC)/(G)                                | The World Cup Girls                                          | 1              | 2            | 2009 | Solo       | ♀       |
| "Here Comes the Hotstepper"*                              | Ini Kamoze (The Hit Crew)                                    | 2              | 2            | 1995 | Solo       | ♂       |
| "Jai Ho! (You Are My Destiny)" (G)/(BBE2)                 | A. R. Rahman och The Pussycat Dolls feat. Nicole Scherzinger | 2              | 2            | 2009 | Solo       | ♀       |
| "Kung Fu Fighting" (Doug Ruffy/Mark Wallis Remix) (G)/(K) | Carl Douglas                                                 | 2              | 2            | 1974 | Duet       | ♂/♂     |
| "Mambo No. 5"**/(G)                                       | Lou Bega (The Lemon Cubes)                                   | 3              | 2            | 1999 | Duet       | ♂/♀     |
| "Maniac"*                                                 | Michael Sembello (Studio Allstars)                           | 2              | 3            | 1983 | Solo       | ♀       |
| "Moving on Up"**                                          | M People (The Lemon Cubes)                                   | 1              | 2            | 1993 | Solo       | ♀       |
| "Nine in the Afternoon"                                   | Panic! at the Disco                                          | 1              | 1            | 2008 | Duet       | ♀/♂     |
| "Pon de Replay" (G)                                       | Rihanna                                                      | 2              | 2            | 2005 | Solo       | ♀       |
| "Professor Pumplestickle" (3DLC)/(4DLC)                   | Nick Phoenix och Thomas J. Bergersen                         | 3              | 1            | 2006 | Duet       | ♂/♂     |
| "Pump Up the Volume"                                      | MARRS                                                        | 2              | 2            | 1987 | Solo       | ♂       |
| "Skin-To-Skin" (3DLC)                                     | Sweat Invaders                                               | 1              | 3            | 1992 | Solo       | ♂       |
| "Song 2" (K2)                                             | Blur                                                         | 2              | 2            | 1997 | Solo       | ♂-♀-♂   |
| "Why Oh Why" (3DLC)                                       | Love Letter                                                  | 1              | 1            | 2009 | Duet       | ♀/♂     |
| "You Can't Hurry Love" (J)                                | The Supremes                                                 | 2              | 2            | 1966 | Duet       | ♀/♀     |

- En "*" visar att det är en coverversion, inte originalet.
- En "**" visar att sången är originalversionen om den var köpt som DLC, men är en coverversion i spelet.
- En "(K)" visar att sången finns även med i Just Dance Kids.
- A "(K2)" visar att sången finns även med i Just Dance Kids 2.
- A "(J)" visar att sången finns även med i Just Dance Wii.
- A "(G)" visar att sången finns även med i Just Dance: Best Of/Just Dance: Greatest Hits.
- A "(3DLC)" visar att sången är även en DLC i Just Dance 3.
- A "(4DLC)" visar att sången är även en DLC i Just Dance 4.
- "()" parentes visar namnet på coverartisten till sången.
- En "BBE2" visar att sången är exklusiv och är ingen DLC.